# 蛋白三聚體

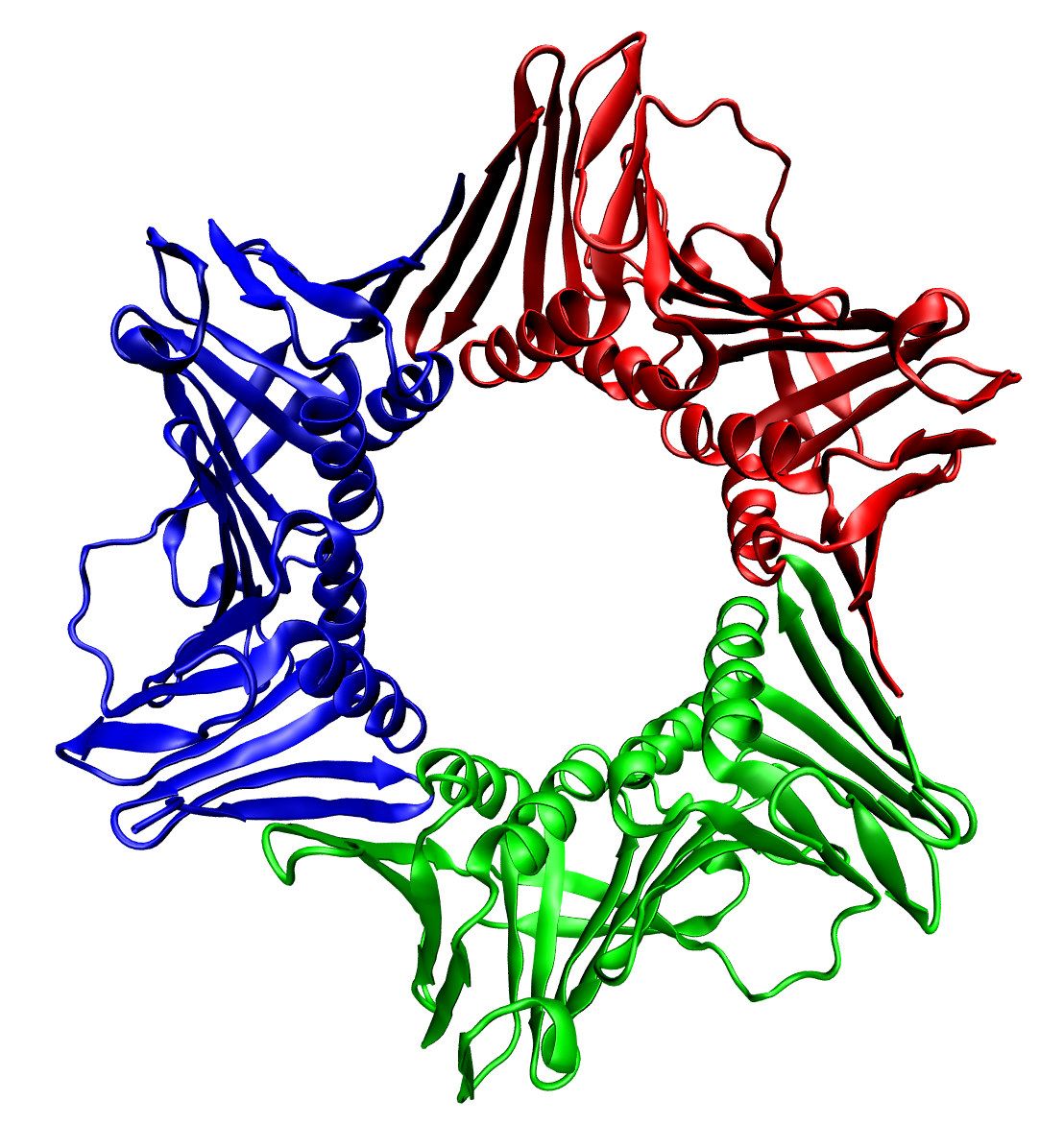
由三個增殖細胞核抗原組成的DNA夾

蛋白三聚體（protein trimer）為三個蛋白質聚合而成的複合體，一般是以非共價作用力聚合而成。由三個相同蛋白質形成的三聚體稱為同源三聚體，如第三型膠原蛋白、真核生物的DNA夾（由三個增殖細胞核抗原組成）和冠狀病毒表面的刺突；由三個相異蛋白質形成的三聚體則稱為異源三聚體，如古菌的DNA夾（由PCNA1、PCNA2和PCNA3組成）。